# Two Married People
Two married people è un film del 2012 diretto da Jim Bates.

## Trama
Lucia e Peter si incontrano ad una conferenza internazionale di vendite a Vancouver. Lucia è italiana, Peter è americano ed entrambi sono sposati. Una one-night-stand diventa un affare intimo di tre giorni. La conferenza si avvicina alla sua fine e la realtà di tornare alle loro vite separate si avvicina, e i due sono costretti a prendere una decisione difficile.

## Riconoscimenti
- MIFF
  - Miglior sceneggiatura